# Monsampietro Morico
Monsampietro Morico est une commune de la province de Fermo dans les Marches en Italie.

## Histoire
L'origine de ce village serait un certain Mauger, un Normand, fils supposé de Drogon de Hauteville, comte de Melfi et d'Apulie assassiné en 1051. Le nom du village viendrait en effet de Pietro Morico, fils aîné de Mauger qui avait bâti un château en l'honneur de ce fils. Morico viendrait de Morica, femme de Mauger.[réf. nécessaire]

## Administration
| Période                                  | Période  | Identité        | Étiquette    | Qualité |
| ---------------------------------------- | -------- | --------------- | ------------ | ------- |
| 14 juin 2004                             | En cours | Giovanni Rocchi | Lista Civica |         |
| Les données manquantes sont à compléter. |          |                 |              |         |

### Hameaux
Sant'Elpidio Morico, dont l'origine serait un château bâti entre les années 1060 70 par un Normand nommé Mauger pour son deuxième fils, Elpidio Morico[réf. nécessaire].

### Communes limitrophes
Belmonte Piceno, Monte Rinaldo, Monteleone di Fermo, Montelparo, Montottone

### Évolution démographique
Habitants recensés